# Austrogymnocnemia interrupta
Austrogymnocnemia interrupta is een insect uit de familie van de mierenleeuwen (Myrmeleontidae), die tot de orde netvleugeligen (Neuroptera) behoort. 
Austrogymnocnemia interrupta is voor het eerst wetenschappelijk beschreven door Esben-Petersen in 1915.